# Конвертируемая облигация
Конвертируемая облигация — облигация, предоставляющая её владельцу право обмена на акции того же эмитента (обыкновенные или привилегированные). Коэффициент конвертации известен в момент эмиссии. Поэтому конвертируемые облигации похожи на привилегированные акции. Разница в том, что облигация приносит процентный доход, а привилегированная акция — дивиденд.

## Экономический смысл
Инвесторы покупают конвертируемые облигации, рассчитывая не на их высокую доходность, а на будущий доход в результате обмена на акции. Тем самым они фактически приобретают долю в быстро растущей компании.

## Процедура конверсии
Право конвертации и условия на которых она осуществляется, называются конверсионной привилегией. Привилегия включает период, в течение которого можно сделать конвертацию, и коэффициент конверсии (курс обмена).
Покупатель облигаций может обменять их на акции по истечении некоторого периода ожидания, продолжительность которого может составлять от 6 мес. до 2 лет. Затем начинается конверсионный период, который может заканчиваться в момент погашения облигаций, либо быть короче. Нередко условия эмиссии составлены так, чтобы побуждать инвесторов конвертировать облигации. Например, выпуск может быть отзывным. Если эмитент отзывает облигацию, то инвестору приходится принимать решение о конверсии, либо соглашаться на досрочное погашение по отзывной цене. Как правило, отзывная цена равна номиналу облигации, увеличенной на 1 % от номинала и купонный доход. Если рыночная стоимость обыкновенных акций, на который обменивается облигация, окажется больше отзывной стоимости, то инвестор скорее примет решение конвертировать облигацию.

### Пример конверсии
Пусть некоторая компания выпустила конвертируемые облигации номиналом 1000 долл., со ставкой процента 8 % годовых, с условием, что каждая облигация может быть конвертирована в обыкновенные акции из расчета 25 долл. за акцию. Это означает, что за одну облигацию можно получить 40 акций. Если в момент конверсии курс акции будет 30 долл., то после конвертации будет иметь 40 акций общей стоимостью 1200 долл. Его выигрыш от такой операции составит 200 долл., или 20 % от номинала облигации.

## Курс облигации
Так как конвертируемые облигации могут быть обменены на обыкновенные акции того же эмитента, то их курсовые стоимости связаны положительно. При этом курс конвертируемой облигации меняется сильнее из-за коэффициента конверсии. Предположим, что в предыдущем примере курс обыкновенной акции повысился с 30 до 33 долл. В этом случае рыночный курс конвертируемой облигации должен возрасти с 1200 до 1320 долл. Чтобы рассчитать увеличение или уменьшение курса конвертируемой облигации, надо изменение курса обыкновенной акции умножить на коэффициент конверсии. Если коэффициент конверсии больше единицы, то изменение курса акции будет более сильным.